# Pasa el Plato
Pasa el Plato es una serie corta original de Disney Channel transmitida en los canales Disney Channel. En él se habla de las diferentes y más exquisitas comidas alrededor del mundo. La conductora del mismo es Brenda Song conocida por ser London Tipton en Zack y Cody: Gemelos en Acción, Natasha en Stuck in the Suburbs y Wendy Wu. En Disney Channel Estados Unidos y Disney Channel Latinoamérica estrenó en 2007, mientras que en Disney Channel España se estrenó en noviembre de 2008.

## Elenco
- Brenda Song - Presentadora

Estrellas de Disney Channel en el mundo
- Bless4
- Daniel Rodrigo Martins
- Lu Yun
- Andreas Muñoz
- Alicia Banit
- Jack Pearson
- Sara Fonteniega
- Chi Shuai
- Benazir Shaikh
- Parth Muni
- Giulio Rubinelli
- Paulina Holguín
- David Holguín
- Come Levin
- Manon Azem
- Sydney Rae White
- Gregg Sulkin
- Federico Di Iorio
- Robson Nunes
- Ambra Lo Faro
- Brad Kavanagh
- Renjie Wong
- Marika Fukunaga
- Olavo Cavalheiro
- Renata Ferreira
- Fellipe Guadanucci
- Paula Barbosa

## Recetas
Las recetas de cada programa, se refieren al mismo alimento, y como lo utilizan en todo el mundo. Las recetas son:

### Arroz
- China: Congee

- India: Idli de arroz con lentejas

- Japón: Onigiri

- Estados Unidos: California Roll

- Italia: Ensalada italiana de arroz

### Tomate
- Italia: Ensalada Caprese

- Sudáfrica: Frikadels

- Francia: Farcies de Tomate

- Argentina: Tomates Rellenos

- Estados Unidos: Marinara de tomate con Spaghetti

### Espinaca
- Inglaterra: Sopa crema de Espinaca

- Australia: Espinaca con huevos estrellados

- Japón: Goma-Ae

- Francia: Ensalada de espinaca y cítricos

- Estados Unidos: Albóndigas de espinaca cocida

### Pescado (Parte 1)
- Japón: Chira-Shi Sushi

- Italia: Spaghetti al cartoccio

- Inglaterra: Camarones frescos

- Francia: Poisson in Papillote

### Banana
- Australia: Banana Asada

- Inglaterra: Smoothie

- Sudáfrica: Ensalada Durban de banana y Curry

- Brasil: Arroz côm Feijao y Banana

### Mango
- México: Brochette de Mango

- China: Salteado de Bife y Mango

- India: Lassie

- Australia: Palitos de helado de Mango

- Estados Unidos: Ensalada de pollo, mango y espinaca

### Granos
- Italia: Fusilli, Tagliatelle', Orecchiette, Rigatoni

- Singapur: Mee Go Reng Indio, Mee Rebus de Malasia

### Fruta
- Brasil: Frutas Tropicales (Piña, uva, coco, etc)

- España: Granada